# 珍妮·阿瑟
珍妮·阿瑟（英語：Jenny Arthur，1993年12月11日—），美国女子举重运动员，2018年泛美举重锦标赛女子75公斤级铜牌得主、2019年泛美举重锦标赛女子76公斤级银牌得主、2019年世界举重锦标赛女子81公斤级铜牌得主。